# Soto (Ribera de Arriba)
Soto (oficialmente, en asturiano, Soto Ribera)  es una parroquia asturiana en el concejo de Ribera de Arriba, en el norte de España.

## Geografía
La parroquia tiene una extensión de 3,51 km² y limita al norte con la parroquia de Ferreros, al oeste con la de Palomar, al sur con el concejo de Morcín y al este con el de Oviedo y la parroquia de Tellego
En el año 2019 tenía una población empadronada de 379 habitantes, que se reparten entre el lugar de Soto de Ribera, capital municipal, y las caserías de La Carrera y Vixel.

## Parroquia eclesiástica
La correspondiente parroquia eclesiástica es la de San Saturnino de Soto, cuya templo parroquial se encuentra en la capital municipal, Soto de Ribera. La parroquia se encuadra dentro del arciprestazgo de El Caudal, en la vicaría de Oviedo-Centro de la archidiócesis de Oviedo.

## Patrimonio cultural
Están incluidos en el Inventario del Patrimonio Cultural de Asturias los siguientes elementos dentro del término parroquial:
- La Quinta y su capilla, la iglesia de San Saturnino y el puente de Soto, en Soto de Ribera;
- la capilla del Carmen, en El Carmen;
- la casa "La Caleya" y su capilla, en El Polledo.

### La Quinta
La Quinta es una casona (s. XIX-XX) construida por un indiano emigrado a Cuba. De planta rectangular, en su fachada principal, orientada al sur, destaca un mirador de hierro apoyado sobre repisa pétrea moldurada y flanqueado por dos balcones enrasados en antepechos de fundición, en el piso superior. En este piso se encuentra la sala por la que se accede a la tribuna de la capilla adosada por el costado oriental.
Situada en ladera, presenta desván y dos pisos en la parte más elevada y tres en la cota más baja. En esta, la fachada posterior se compone de doble galería volada, de madera, sobre cuatro columnas de fundición. El piso bajo conserva la cocina rústica con horno de pan y un lagar de sidra.
La capilla también es de planta rectangular, con tribuna a los pies y cabecera plana. La nave, con acceso por el imafronte, se separa del presbiterio  por un arco de medio punto apoyado en impostas y pilastras.

### Puente de piedra
El puente de piedra o puente de Soto es una obra de fábrica sobre el río Caudal, para servicio de Soto. Construido con sillares de cantería, consta de cuatro ojos formados por arcos de medio punto. Está reforzado con pilastras y tajamares. La coronación de las pilastras son pequeños miradores en el parapeto. En uno de ellos se conserva un epígrafe relativo a su construcción en 1808:

PASAJEROS.
RVEGUEN A DIOS POR EL ANI-
MA DEL BRIGADIER DN. ANTONIO
CAÑEDO, QUE EN SU TESTAMENTO
DEJÓ CAUDALES PARA LA FABRI-
CA DE ESTE PUENTE A VENEFICIO
DEL PUBLICO. AÑO DE 1808.

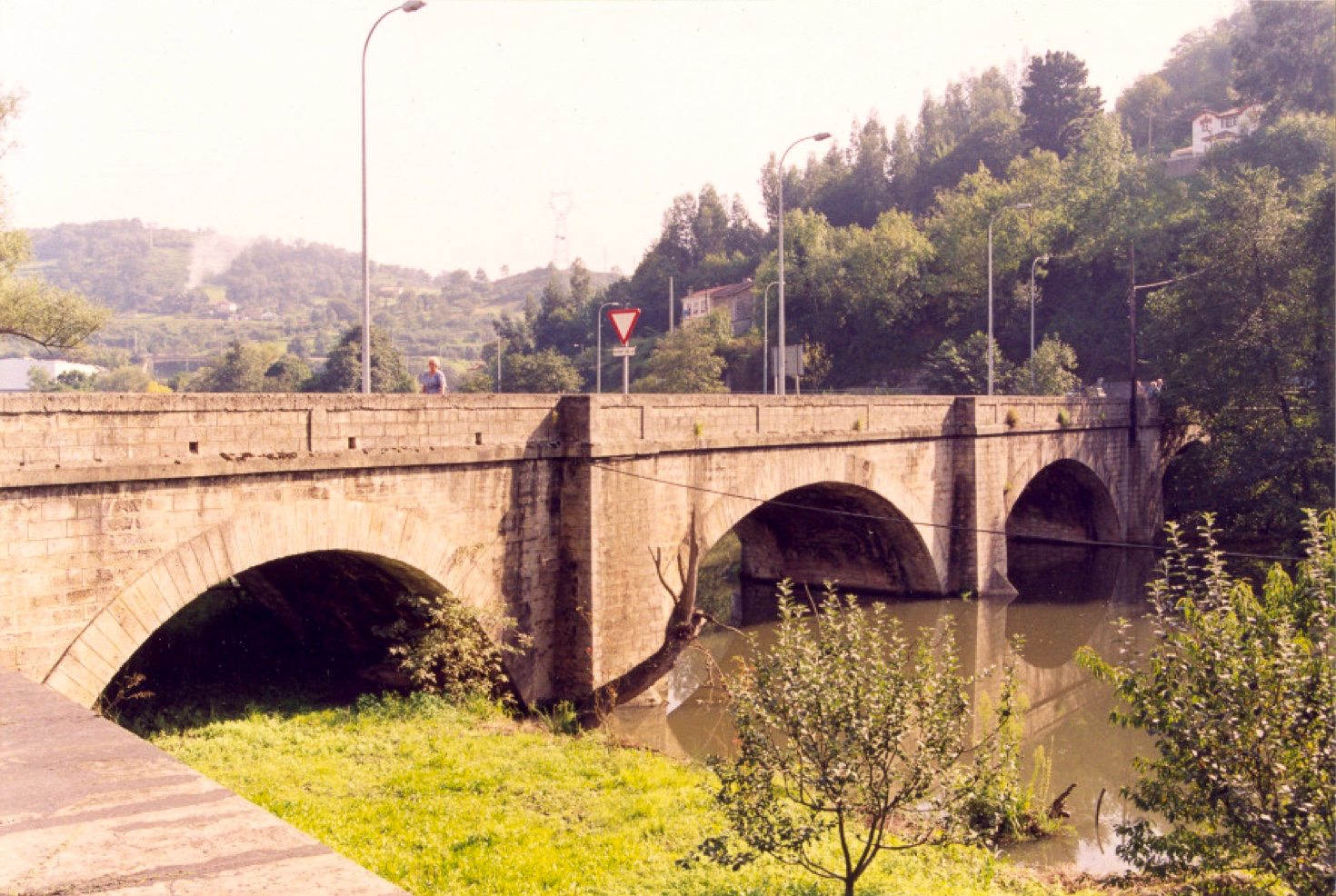
Puente de piedra de Soto de Ribera (1808)

orlado por otro relativo a su restauración:

RESTAURADO // POR LA ESĈMA. DIPUTACION PROVINCIAL. // AÑO DE 1864.

### Capilla del Carmen
La capilla del Carmen es un pequeño templo católico situado en el paraje de El Carmen. De planta rectangular, tiene cabecera plana y cabildo diáfano delante del imafronte. Este está revestido por placas cerámicas de color blanco y rematado por un pequeño campanario de hierro forjado.
La nave está cubierta a tres aguas, al igual que el cabildo, que cuenta con dos finas columnas de fundición con capitel para soportar parte de su peso. La comunicación del cabildo con el interior de la nave es a través de una puerta de arco de medio punto apoyado en impostas y pilastras. En las paredes laterales (orientadas al norte y al sur) dos óculos proporcionan la iluminación interior.